# العلاقات القبرصية الناوروية
العلاقات القبرصية الناوروية هي العلاقات الثنائية التي تجمع بين قبرص وناورو.

## مقارنة بين البلدين
هذه مقارنة عامة ومرجعية للدولتين:
| وجه المقارنة                                              | قبرص                                                                 | ناورو                          |
| --------------------------------------------------------- | -------------------------------------------------------------------- | ------------------------------ |
| المساحة (كم2)                                             | 9.24 ألف                                                             | 21                             |
| عدد السكان (نسمة)                                         | 1.14 مليون                                                           | 10.08 ألف                      |
| الكثافة السكانية (ن./كم²)                                 | 123.38                                                               | 48.00 ألف                      |
| العاصمة                                                   | نيقوسيا                                                              | ضاحية يارين                    |
| اللغة الرسمية                                             | اليونانية الحديثة، اللغة التركية، لغة يونانية                        | اللغة الناورونية، لغة إنجليزية |
| العملة                                                    | يورو، جنيه قبرصي                                                     | دولار أسترالي                  |
| الناتج المحلي الإجمالي (بليون دولار)                      | 21.65 مليار                                                          | 113.88 مليون                   |
| الناتج المحلي الإجمالي (تعادل القوة الشرائية) بليون دولار | 26.73 مليار                                                          | 162.98 مليون                   |
| الناتج المحلي الإجمالي الاسمي للفرد دولار أمريكي          | 23.24 ألف                                                            | 9.83 ألف                       |
| الناتج المحلي الإجمالي للفرد دولار أمريكي                 | 30.24 ألف                                                            |                                |
| مؤشر التنمية البشرية                                      | 0.850                                                                |                                |
| رمز المكالمات الدولي                                      | +357                                                                 | +674                           |
| رمز الإنترنت                                              | .cy                                                                  | .nr                            |
| المنطقة الزمنية                                           | ت ع م+02:00، ت ع م+03:00، توقيت شرق أوروبا، توقيت شرق أوروبا الصيفي ‏ | ت ع م+12:00                    |

## منظمات دولية مشتركة
يشترك البلدان في عضوية مجموعة من المنظمات الدولية، منها:
| علم المنظمة | اسم المنظمة                   | تاريخ انضمام قبرص | تاريخ انضمام ناورو |
| ----------- | ----------------------------- | ----------------- | ------------------ |
|             | منظمة الشرطة الجنائية الدولية | ?                 | ?                  |
|             | الاتحاد البريدي العالمي       | ?                 | ?                  |
|             | يونسكو                        | 6 فبراير 1961     | 17 أكتوبر 1996     |
|             | منظمة حظر الأسلحة الكيميائية  | ?                 | ?                  |
|             | الأمم المتحدة                 | 20 سبتمبر 1960    | 14 سبتمبر 1999     |
|             | الاتحاد الدولي للاتصالات      | 24 أبريل 1961     | 10 يونيو 1969      |
|             | دول الكومنولث                 | ?                 | ?                  |

## وصلات خارجية
- موقع وزارة الخارجية القبرصية